# ロジゾン酸
ロジゾン酸（ロジゾンさん、英: Rhodizonic acid）は化学式 H
2C
6O
6 または (CO)
4(COH)
2 で表される有機化合物である。 
シクロヘキセンのジエノールテトラオンに相当する。IUPAC名は、5,6-ジヒドロキシシクロヘキサ-5-エン-1,2,3,4-テトロン である。 

## 解説
ロジゾン酸は通常、二水和物 H
2C
6O
6 · 2H2O の形で得られる。この分子を正確に示すと 2,3,5,5,6,6-ヘキサヒドロキシシクロヘキサ-2-エン-1,4-ジオン（2,3,5,5,6,6-hexahydroxycyclohex-2-ene-1,4-dione）であり、元分子のケトン2基がgem-ジオール2組に置換されている。橙～深紅色の高吸湿性無水和物は二水和物を低温で昇華させて得られる。 
他の多くのエノール同様、ロジゾン酸のエノール基はH+を放出（pKa1 = 4.378±0.009, pKa2 = 4.652±0.014 / 25 °C）してロジゾン酸水素イオン（HC
6O−
6）またはロジゾン酸イオン（C
6O2−
6）となる。後者の C
6O2−
6は芳香族性を示し、分子は対称的で二重結合と負電荷は6つの>C=O単位に均等に分布している。ロジゾン酸塩は、黄色味を帯びたものから紫色を帯びたものまで、様々な赤色を呈する傾向にある。
ロジゾン酸はバリウムや鉛、その他の金属の化学分析に用いられてきた。ロジゾン酸ナトリウム検査は、容疑者の手に残った射撃残渣（鉛を含む）の検出や、狩猟の規制執行における矢傷と銃創の区別に使用される。

## 発見
ロジゾン酸は、1837年に炭酸カリウムと木炭の混合物を加熱した生成物から発見された。名前の由来はギリシャ語のῥοδίζω (rhodizō, 「赤みを帯びる」) で、その塩の色からきている。

## 化学的特性

### 塩
ロジゾン酸塩は、透過光は黄色掛かったものから紫掛かったものまで様々な色合いの赤色を呈し、反射光は緑掛かった光沢を持つ。 
ロジゾン酸カリウムは、イノシトールを硝酸で酸化し、酸素存在下で酢酸カリウムと反応させることで、収率も純度もよく調製できる。ロジゾン酸塩は水に比較的溶け難いため、溶液中で結晶化する。 
ロジゾン酸ナトリウムは暗褐色で乾燥状態では安定だが、水溶液は冷蔵庫に入れても数日で分解する。ロジゾン酸鉛は暗紫色（桔梗色）である。

### 酸化・分解
ロジゾン酸は、一連の酸化系列の途中に位置している。
ヘキサヒドロキシベンゼン（(COH)
6）→ テトラヒドロキシベンゾキノン（THBQ、(COH)
4(CO)
2）→ ロジゾン酸（(COH)
2(CO)
4）→ シクロヘキサンヘキソン（(CO)
6）
ロジゾン酸リチウムは、THBQやヘキサヒドロキシベンゼンの塩と共に、二次電池への応用が検討されている。一価陰イオン C6O−
6は、質量分析実験で検出される。
ロジゾン酸とロジゾン酸イオンはCOユニットを1つ失うとクロコン酸（(CO)
3(COH)
2）とクロコン酸イオン（C
5O2−
5）となるが、その正確な機序は知られていない。塩基性条件下（pH > 10）では、ロジゾン酸は酸素不在時は速やかにTHBQイオン（(CO)4−
6）に変換され、酸素存在時はクロコン酸に変換される。pH 8.3で光に暴露すると、酸素不在時には溶液は数日安定しているが、酸素存在時にはクロコン酸等（シクロヘキサンヘキソンやドデカヒドロキシシクロヘキサンを含む）に変換される。

## 構造

### 酸
溶液中では、ロジゾン酸やロジゾン酸水素イオンはほとんど水和しており、カルボニル基>C=Oの一部は、gem-ヒドロキシル基>C(OH)2 となっている。

### 塩
無水ロジゾン酸ルビジウム（(Rb+
)
2[C
6O
6]2−）の場合、ロジゾン酸イオンとルビジウムイオンは其々並行に層状に並んでいる。両イオンは垂直方向には交互配置された2つの六角形格子を形成している。 陰イオンは平面状である。
無水ロジゾン酸カリウム（(K+
)
2[C
6O
6]2−）はそれとは異なるが類似した構造を持つ。陰イオンと陽イオンは交互に平面的に重層配列されている。其々の平面内で、陰イオンは六角形格子を形成している。カリウムイオンは隣接する陰イオン平面から2つずつ計4つの陰イオンの8つの酸素原子に対称的に接するよう配置されている。陰イオンは舟状に僅かに捩れている（平均面からのrmsのずれは0.108Å）。ロジゾン酸ナトリウム（(Na+
)
2[C
6O
6]2−）も同じ構造を持つが、陰イオンの歪みは僅かに大きい（0.113Å rms）。
溶液中では、ロジゾン酸イオンは水和されていない。